# Chronique de Nabil
La Chronique de Nabil est une chronique historique des premières années du babisme et du bahaïsme, mais ne fait pas partie des écrits saints baha'is. Elle fut rédigée par quelqu'un qui fut contemporain des événements et les a parfois vécus. Elle fut rédigée en persan par Mullā Muḥammad-i Zarandī (1831-1892), surnommé Nabīl-i Aʿẓam ou Nabīl-i Zarandī, qui fut l'un des babis prétendant être "Celui que Dieu rendra manifeste" mais qui se rétracta ensuite pour s'attacher fidèlement à Bahāʾ-Allāh (1817-1892), dont la mort l'affecta tellement qu'on le retrouva noyé.
Cette chronique commence avec l'école de Shaykh Aḥmad-i-Ahṣá’í (1753-1826) et s'achève avec sa rédaction à Saint-Jean-d'Acre en l'année 1305 ap.H. (1887-1888), comme l'écrit l'auteur dans la préface :

« J'ai l'intention, avec l'aide et l'assistance de Dieu, de consacrer les pages d'introduction du présent récit aux informations que j'ai pu recueillir au sujet de ces deux grandes lumières, Shaykh Aḥmad-i-Ahṣá’í et Siyyid Káẓim-i-Rashtí; après quoi j'espère relater, dans l'ordre chronologique, les principaux événements qui se sont déroulés depuis l'an 1260 après l'hégire, année qui vit la déclaration de la foi par le Bāb, jusqu'à nos jours en l'an 1305 après l'hégire. Parfois, j'entrerai dans les détails et, parfois, je me contenterai d'un bref résumé des faits. Je donnerai une description des épisodes que j'ai moi-même vécus et de ceux qui m'ont été rapportés par des informateurs attitrés et dignes de foi, en spécifiant, dans chaque cas, leurs noms et leurs positions. Je suis principalement redevable envers les personnes suivantes pour les informations qu'elles m'ont apportées : Mírzá Aḥmad-i-Qazvíní, le secrétaire du Báb, Siyyid Ismá'íl-i-Dhabíh; Shaykh Ḥasan-i-Zunúzí; Shaykh Abú-Turáb-i-Qazvíní, sans oublier Mírzá Músá, Áqáy-i-Kalím, frère de Bahá'u'lláh. Je rends grâce à Dieu de m'avoir assisté dans la rédaction de ces pages préliminaires, de les avoir bénies et honorées de l'assentiment de Bahá'u'lláh qui a daigné les examiner et qui a signifié, par l'intermédiaire de son secrétaire Mírzá Áqá Ján, qui les lui avaient lues, sa satisfaction et son approbation. Je prie que le Tout-Puissant me soutienne et me guide, de peur que je ne faillisse à la tâche que je me suis engagé à accomplir (Muḥammad-i-Zarandí, `Akká, Palestine, en l'an 1305 après l'hégire) »

Nabil entama la rédaction de sa chronique en 1888 et l'acheva en une année et demie. Une partie du manuscrit fut contrôlée et corrigée par Bahá'u'lláh et `Abdu'l-Bahá (1844-1921), mais cette version corrigée se perdit malheureusement dans les années 1920. Le texte de Nabil non corrigé fut partiellement traduit en anglais par Shoghi Effendi (1897-1957) sous le titre "The Dawn-Breakers" en 1932. Le texte complet original ne fut jamais publié et le manuscrit est conservé au Centre mondial baha'i du Mont Carmel à Haïfa (Israël).
Malgré des demandes répétées de chercheurs pour y avoir accès, le Centre mondial baha'i n'a pas donné un libre accès au manuscrit, en prétextant que des travaux de conservation et de classification étaient en cours. D'importants fragments du texte original sont cependant inclus dans l'histoire en 8 volumes du Babisme et du Bahaïsme intitulée Tarikh Zuhur al-Haqq ("histoire de la manifestation de la vérité"), que réalisa à la fin des années 1930 et au début des années 1940 l'universitaire baha'i iranien Asadu'llah Fazil Mazandarani et qui est republiée en persan dans la librairie électronique en ligne H-Bahai.
Voici le plan de la traduction faite par Shoghi Effendi, qui s'arrête à la fin de l'année 1852, lors départ de Bahá'u'lláh de Téhéran pour son exil à Bagdad :
- Préface.
- Introduction.
- Chapitre 01: la mission de Shaykh Aḥmad-i-Ahṣá’í.
- Chapitre 02: la mission de Siyyid Káẓim-i-Rashtí.
- Chapitre 03: la déclaration de la mission du Báb.
- Chapitre 04: voyage de Mullá Ḥusay à Ṭihrán
- Chapitre 05: le voyage de Bahá'u'lláh au Mázindarán.
- Chapitre 06: voyage de Mullá Ḥusayn en Khurásán.
- Chapitre 07: le pèlerinage du Báb à La Mecque et à Médine.
- Chapitre 08: le séjour du Báb à Shíráz après le pèlerinage.
- Chapitre 09: le séjour du Báb à Shíráz après son pèlerinage (suite)
- Chapitre 10: le séjour du Báb à Iṣfáhán.
- Chapitre 11: le séjour du Báb à Káshán.
- Chapitre 12: le voyage du Báb de Káshán à Tabríz.
- Chapitre 13: l'incarcération du Báb dans la forteresse de Máh-kú.
- Chapitre 14: voyage de Mullá Ḥusayn au Mázindarán.
- Chapitre 15: voyage de Ṭáhirih de Karbilá au Khurásán.
- Chapitre 16: la conférence de Badasht.
- Chapitre 17: l'incarcération du Báb dans la forteresse de Čahrīq.
- Chapitre 18: interrogatoire du Báb à Tabríz
- Chapitre 19: le soulèvement du Mázindarán.
- Chapitre 20: le soulèvement du Mázindarán (suite).
- Chapitre 21: les sept martyrs de Ṭihrán.
- Chapitre 22: le soulèvement de Nayríz.
- Chapitre 23: le martyre du Báb.
- Chapitre 24: le soulèvement de Zanján.
- Chapitre 25: voyage de Bahá'u'lláh à Karbilá.
- Chapitre 26: l'attentat à la vie du Sháh et ses conséquences.
- Épilogue.